# Seax
Seax ist eine US-amerikanische Speed-Metal-Band aus Framingham, Massachusetts, die 2009 gegründet wurde. Mittlerweile wurde der Sitz nach Worcester verlegt.

## Geschichte
Die Band wurde im August 2009 von dem Gitarristen Hel und dem Bassisten Martin Roche gegründet. Anfang 2011 stießen der Sänger Carmine „Blades“ DeCicco und Divaldo „Dee“ Gustavo, den Schlagzeuger Rich ersetzend, hinzu. Kurze Zeit später verließ Roche aufgrund einer Armverletzung die Besetzung, woraufhin er durch Matt C Axe ersetzt wurde. Im selben Jahr begannen die ersten Auftritte, der allererste im Hotel Vernon in Worcester. Im August des Jahres wurde das Debütalbum High on Metal aufgenommen und im Mai 2012 veröffentlicht. Später im Jahr kamen der Schlagzeuger Derek Jay und der Gitarrist Eli Firicano als neue Mitglieder hinzu. Es folgten mehrere Tourneen und Auftritte auf verschiedenen Festivals, wie dem Warriors of Metal in Ohio und dem Ragnarokkr in Chicago. Neben mehreren Festivalauftritten wurden zwei Tourneen sowie über 70 Konzerte abgehalten. Nach weiteren Besetzungswechseln wurde 2013 das zweite Album To the Grave unter der Leitung Firicanos aufgenommen. Hierbei war Steve „Ace“ Hammer als neuer Sänger anwesend. Nachdem es von Firicano abgemischt worden war, wurde das Material von Jack Control bei Enormous Door Mastering gemastert. Ein paar Monate nach den Aufnahmen zog Axe an die Ostküste der Vereinigten Staaten, woraufhin er durch Mike „Razzle“ Bones ersetzt wurde. To the Grave wurde im Dezember 2014 veröffentlicht. Ein paar Monate später kehrte DeCicco zur Band zurück. Nach ein paar Tourneen begannen die Arbeiten zum dritten Album. Abgemischt und gemastert wurde es erneut von Firicano, ehe es von Jason Buntz von Enormous Door Mastering gemastert wurde. Im September 2016 wurde es unter dem Namen Speed Metal Mania veröffentlicht. Danach ging die Band auf eine erste Tour entlang der Westküste der Vereinigten Staaten und sie war auf dem Frost and Fire in Ventura, Kalifornien, zu sehen.

## Stil
Auf globalthrashassault.com wird die Musik von High on Metal als klassischer Speed Metal bezeichnet, der leidenschaftlich und stark auf Riffs fokussiert sei. Der Gesang sei recht hoch und auch das Spiel des Basses und des Schlagzeugs sowie die Texte seien charakteristisch in den Songs. Holger Andrae von Powermetal.de ordnete Speed Metal Mania ebenfalls dem reinen, schnellen und klassischen Speed Metal zu. Die Musik klinge wie aus den 1980er Jahren, wobei man dies besonders über „knatternde Gitarren“, „einen wunderbar kieksenden Sänger“, aber auch über die Songtitel definiere. Die Band verzichte auf „unnötige Schnörkel“, vielmehr versuche sie „zum gepflegten Mitgrölen“ anzuregen. Stefan Glas vom Rock Hard rezensierte die Kompilation Speed Metal Mania / To the Grave und ordnete sie auch dem Speed Metal zu. Speed Metal Mania biete „wunderbare[n] Sirenen-Vocals“, während der Vorgänger To the Grave noch „rumpeliger“, aber keineswegs stümperhaft ausfallen würde. Die E-Gitarren würden stärker „Schrammeln“ als beim Nachfolger, die Songs seien weniger melodisch und der Gesang „räudiger“.

## Diskografie
- 2012: High on Metal (Album, Eigenveröffentlichung)
- 2014: To the Grave (Album, Eigenveröffentlichung)
- 2016: Speed Metal Mania (Album, Eigenveröffentlichung)
- 2017: Speed Metal Mania / To the Grave (Kompilation, Iron Shield Records)
- 2019: Fallout Rituals (Album, Shadow Kingdom Records)
- 2022: Speed Inferno (Album, Iron Shield Records)[7]